# Аумишево
Ауми́шево (рос. Аумышево, башк. Әүмеш) — присілок у складі Абзеліловського району Башкортостану, Росія. Входить до складу Таштімеровської сільської ради.
Населення — 107 осіб (2010; 113 в 2002).
Національний склад:
- башкири — 100%